# Sentinel Fall
Sentinel Fall é uma  cachoeira localizada no Parque Nacional de Yosemite, Califórnia.

## Outros nomes
- Sentinel Cascades